# 계촌초등학교
계촌초등학교는 대한민국 강원특별자치도 평창군에 있는 공립 초등학교이다.

## 학교 연혁
- 1937년 9월 19일: 계촌공립보통학교 개교

## 참고 자료
- 계촌초등학교 - 한국교육학술정보원 학교알리미